# Utawarerumono
Utawarerumono (うたわれるもの, Aquilo que é cantado) é o título de uma trilogia de ficção com um maior enfoque em batalhas e guerras que acontecem em uma época primitiva\sci-fi. A série começou como um jogo eroge de Aventura e RPG tático, lançado pela Leaf em 26 de Abril de 2002.
Uma versão em mangá foi criada em 2005 e foi primeiro serializada na revista Dengeki G's. Uma adaptação em anime começou a passar em 3 de Abril de 2006. Desde então, a empresa ADV Films adquiriu os direitos do anime Utawarerumono. Em Janeiro de 2007, foi anunciada a venda do DVD dos animes nos Estados Unidos. Em junho de 2015, foi anunciada a adaptação do segundo jogo da serie Utawarerumono: Itsuwari no Kamen (うたわれるもの 偽りの仮面, Aquilo que é cantado: Os rostos falsos) para anime que começou a ser transmitido 3 de outubro do mesmo ano.  No Brasil nenhuma empresa ainda se interessou em licençar o anime.

## Enredo
Utawarerumono (aquele sobre quem as lendas cantam) é uma história centrada ao redor de um protagonista mascarado chamado Hakuoro, o qual um dia é encontrado por uma família de duas garotas e sua avó em uma floresta próxima do vilarejo aonde elas moram. Ele está gravemente ferido e sofre de amnésia, então ele é levado para a casa delas, recebendo tratamento para seus machucados. Hakuoro gradualmente é aceito pelo vilarejo e passa a viver com eles, mas logo Hakuoro descobre que os habitantes desse vilarejo estão sendo oprimidos por um imperador cheio de cobiça que liderava o país no qual o vilarejo deles ficava. Logo após, as ações negativas tomadas sobre o vilarejo deles resultam em uma rebelião liderada por Hakuoro contra o imperador, que por fim acaba tornando o imperador de um novo país denominado Tusukuru, que é o nome da respeitada médica que salvou a sua vida.
Depois de se tornar o imperador e o país começar a voltar a entrar nos eixos, Hakuoro logo descobre que a paz é difícil de manter e ele se encontra constantemente em batalha para poder proteger a paz de seu país e de seu povo. Eventualmente, ele é levado entrar em muitas batalhas sangrentas para proteger a liberdade de todos que residem em Tusukuru. Ao decorrer das batalhas, Hakuoro conhece vários guerreiros fortes de outros países e tribos que são aceitos na crescente família de Hakuoro. Muitos momentos de dificuldade e de alegria acontecem enquanto o tempo passa, mas com Hakuoro liderando o caminho, todos os outros o seguem confiantes na habilidade dele de guiar as pessoas.
O gênero  da história é, no começo, uma história no estilo fantasia com uma forte influência Ainu, embora mais tarde se desenvolta um tema de ficção científica. Primeiramente a história parece se suceder em um mundo de fantasia, cheio de seres mágicos e novas espécies de humanos, mas mais tarde é revelado que a história se dá em um distante futuro pós-apocalíptico da Terra.

### Contexto
Em um presente alternativo, uma expedição arqueológica descobre um fóssil misterioso, um fóssil de uma besta desfigurada. Desconhecido para o arqueologista, o fóssil é o corpo de um deus esquecido há tempos, conhecido como Witsuarunemitea. Um cientista superior do grupo se encontra com o arqueologista e explica que a humanidade ainda não está pronta para conhecer esse elo perdido, a resposta para o intervalo de evolução entre os homens e os primatas. Para impedir que a notícia dessa descoberta seja espalhada, ele atira no arqueologista. Enquanto o arqueologista morre, seu sangue toca o fóssil, e o deus adormecido acorda.
Witsuarunemitea, um deus esquecido e enfraquecido, vê uma oportunidade no arqueologista moribundo. Ele oferece vida ao arqueologista em troca dele se tornar o seu recipiente, para que Witsuarunemitea finalmente possa encontrar o descanso que ele tanto deseja. O tempo passa e ele eventualmente fica numa êxtase, congelado num bloco de gelo.
Com Witsuarunemitea ainda ligado a ele como uma máscara, o arqueologista reacorda muitos anos no futuro. Ele se encontra em uma unidade de pesquisa subterrânea, na qual ele é estudado como um antigo espécie humano. O arqueologista descobre com os pesquisadores que o mundo se tornou uma desolação inabitável, e que os últimos humanos vivem ali, no abrigo subterrâneo.
Mizushima, um pesquisador, é assignado para cuidar e estudar o arqueologista, que agora é nomeado Iceman. Ao descobrir que 'Iceman' é capaz de respirar no ar pós-apocalíptico, os pesquisadores buscam aproveitar do seu genoma único para re-popular a superfície da Terra. Das milhares de criações. apenas algumas provam ser viáveis, incluindo os e experimentos 3510 e 63. O experimento número 3510, uma mulher linda, recebe o nome de Mikoto e o experimento número 63, uma garota, recebe o nome de Mutsumi. Mutsumi, que percebe que veio do DNA de Iceman, se refere a ele como "pai".
O projeto genoma encontra alguns problemas, entretanto, e os pesquisadores líderes decidem recongelar Iceman para posterior estudo. Mizushima, consciente do lado humano de Iceman, lhe encoraja a fugir, e dá a ele a chave-mestre do laboratório, um anel com cores discretas que é reconhecido pelas portas do laboratório.
Iceman foge do laboratório levano Mikoto com ele, a qual se apaixonou por ele. Depois de alguns anos se passarem, Mikoto dá à luz uma criança. Os pesquisadores, entretanto, usando roupas especiais para se proteger do ambiente externo, perseguem Iceman e recapturam tanto ele quanto Mikoto. Mikoto é dissecada para pesquisa, mas quando Iceman estava sendo preparado para ser recongelado, sua fúria desperta Witsuarunemitea.
Ultrajado pelo tratamento dado a Mikoto, um novo lado de Witsuarunemitea começa a se formar. Enraivecido, Witsuarunemitea destrói grande parte do laboratório. Aterrorizado pelo quê os humanos fariam para obter imortalidade, Witsuarunemitea dá a eles o que eles desejavam, transformando-os em seres gelatinosos imortais. Eventualmente, o grande Deus acumula tanta fúria dentro de si que se divide em duas metades: uma que procura destruir, e outra que deseja ser destruída.
De repente, Mutsumi aparece e, fortalecida pelo sangue divino de Witsuarunemitea, põe ambas as metades de Witsuarunemitea para descansar. Nesse meio tempo, os poucos experimentos genéticos que tiveram sucesso no laboratório começam a repopular a superfície da Terra, enquanto que a humanidade original morre e é esquecida. O laboratório de pesquisa é selado, e as pessoas crêem que o local é a terra santa de Witsuarunemitea.
Anos mais tarde, uma mudança no mundo desperta as duas metades de Witsuarunemitea, que começam a combater uma à outra; o lado destrutivo quer ajudar a população do mundo a alcançar um novo patamar através de guerras, e seu oposto busca cooperação pacífica entre todo o mundo. O imperador de Kannekamun (cujo povo, os Shakukopuro, estão sendo massacrados), busca ajuda da metade destrutiva, a qual recebe o poder chamado de Avu-Kamuu, permitindo que eles existam no mundo da guerra e da hegemonia.
Eventualmente, a luta das duas metades causa um grande terremoto. Arurū, uma jovem garota de Kenashikourupe, está subindo em uma árvore em busca de uma colmeia quando o terremoto atinge a região, e ela cai, ficando muito machucada. Erurū, irmã de Arurū, reza para que Witsuarunemitea cure Arurū, e promete, em troca, seu corpo e alma. Witsuarunemitea faz o desejo se tornar realidade.
Ambas as metades de Witsuarunemitea se machucam gravemente na batalha, e ambas as metades são postas para descansar. A metade destrutiva é encontrada por Dii, um escolar de Onkamiyamukai, o qual se funde com o semideus. A metade que deseja ser destruída retém seu corpo original, e é encontrada numa floresta de Kenashikourupe por Erurū.
Os eventos da série Utawarerumono então acontecem.

## Personagens
Em Utawarerumono, existe uma grande gama de personagens de diversos países que aparecem ao longo da história. os personagens principais são conectados ao protagonista, Hakuoro.
Hakuoro é o protagonista da história. Ele veste uma máscara irremovível e sofre de amnésia. Ele é um homem carismático que possui a habilidade de reunir pessoas para sua causa quando é necessário lutar. Depois de ganhar o respeito do povo que servia sobre seu comando, Hakuoro é reconhecido como imperador do novo país formado, chamado de Tusukuru, o nome da avó da mulher que o encontrou na floresta e o ajudou a recuperar os seus ferimentos.
Erurū é uma médica em treinamento que frequentemente ajuda Hakuoro do mesmo modo que uma secretária ou mesmo uma mãe faria. Ela tem uma personalidade forte mas carinhosa, que é como ela lida com os personagens ao seu redor e principalmente com sua irmã Arurū, com a qual ela se importa profundamente.
Arurū é uma jovem garota alegre que gosta de brincar sozinha, mas que fica quieta e envergonhada na presença de estranhos. Não gosta muito de falar, sendo que quando quer se comunicar usa o mínimo possível de palavras. Depois que o deus da floresta, Mutikapa, é morto, Arurū cuida do filho dela como se fosse o dela próprio, chamando-o de Mukkuru.  Assim como Erurū, Hakuoro protege e considera as duas a coisa mais próxima que uma família pode ser para ele.
Oboro é o primeiro a entrar sobre sua guarda. É um impulsivo usuário de duas espadas gung-ho e ex-bandido. Apesar disso, Hakuoro confia em Oboro e tem grandes planos para ele.
Dori e Gura são os dois servos de Oboro. São arqueiros gêmeos muito andróginos tanto em aparência quanto em personalidade. Como tal, seu gênero é difícil de distinguir, até mesmo pelos outros personagens. Se levado em consideração o jogo que deu origem ao anime, eles são do sexo masculino.
Yuzuha é a irmã mais nova de Oboro, que sofre de uma doença desconhecida desde o nascimento, e por causa disso fica confinada em uma cama. Ela é cega, mas consegue distinguir as pessoas pelo cheiro que cada uma traz em si.
Benawi é um forte guerreiro e tem o título de Mestre Samurai, o cargo de mais alta patente na organização militar do país. Possui uma personalidade calma e lógica, embora fique irritado quando Hakuoro escapa de suas tarefas como um imperador. Sua arma é uma Alabarda.
Kurou é o braço direito de Benawi, cuja força é comparável a de Benawi. Possui uma grande cicatriz no rosto, e, embora sempre preparado para guerrear, segue todas as ordens de Benawi.
Urutori da raça alada Onkamiyamukai vem para Tusukuru como uma clériga mandada para observar o bem-estar do pais recém-formado. Ela é a princesa do povo dela, e frequentemente se põe como intermediadora de conflitos entre os países. Possui também habilidades como médica e como usuária de magia.
Kamyu, irmã de Urutori, possui asas negras e também possui dons mágicos. Em sua terra natal ela era ostracizada pelos outros, não possuindo amigos além de sua família. Em Tusukuru, ela forma elos de amizade com Arurū e com Yuzuha, suas "primeiras amigas", como ela mesma diz.
Karura, cujo nome é a abreviação de seu nome completo Karurauatsūrei, se diz uma mercenária de outro país, embora no passado tenha tido um alto cargo em seu país de origem. Ela possui uma incrível força, usando uma espada que apenas ela consegue brandir; Seu principal hobby é beber saquê.
Touka é uma integrante da tribo Evenkuruga, uma tribo cujos integrantes nascem com uma grande habilidade de batalha, e também com um grande senso de justiça. Em um primeiro momento ela batalha contra Hakuoro, lutando ao lado de lorde Orikakan de Kūccha Keccha. Mas quando o lorde é assassinado por um outro imperador, Niwe, que estava manipulando a batalha por trás, o qual se torna um inimigo em comum de Touka e Hakuoro. Touka é muito protetora, e age como a guarda-costas de Hakuoro. Ela normalmente possui uma personalidade séria embora às vezes ela mostra possuir uma personalidade tsundere.

## Adaptações

### Mangá
O mangá de Utawarerumono foi lançado em 2005, serializado pela revista bishoujo Dengeki G's Magazine. Atualmente dois Tankoubons foram lançados, embora não se há certeza nesse momento quantos volumes existirão quando o mangá terminar.

### Anime
O anime de Utawarerumono começou a passar no Japão em 3 de Abril de 2006 e tem um total de 26 episódios. Com o primeiro DVD lançado do anime em 23 de Agosto de 2006, um curto omake de 7 minutos também foi incluído. O lançamento do DVD americano pela ADV Films foi em 16 de Janeiro de 2007.

#### Músicas Temas
Tema de Abertura"Musouka" por Suara
Tema de Encerramento
1. "Madoromi no Rinne" por Eri Kawai
2. "Kimi Ga Tame" por Suara (episódio 26)

### Outras mercadorias
Uma séria agora já terminada de oito animais de pelúcia baseados nos personagens das séries estavam disponíveis por um curto tempo em 2005 no Japão e podiam ser obtidos numa das diversas máquinas UFO catcher e casas de fliperama. Alguns figurinos gashapon também fora produzidos depois do lançamento do jogo de PC que deu origem às outras mídias, incluindo versões não coloridas, e algumas raras versões hentai de alguns figurinos. A disposição no mercado internacional de mercadorias de Utawarerumono é extremamente limitada, mas no Japão desde 2005 se encontra com relativa facilidade essas e outras mercadorias (mais notavelmente em Akihabara)

## Ligações Externas
- (em japonês) Site oficial
- (em japonês) Site oficial da Leaf/Aquaplus
- (em inglês) Utawarerumono no banco de dados da AniDB
- (em inglês) Utawarerumono na Anime News Network